# Orrizom

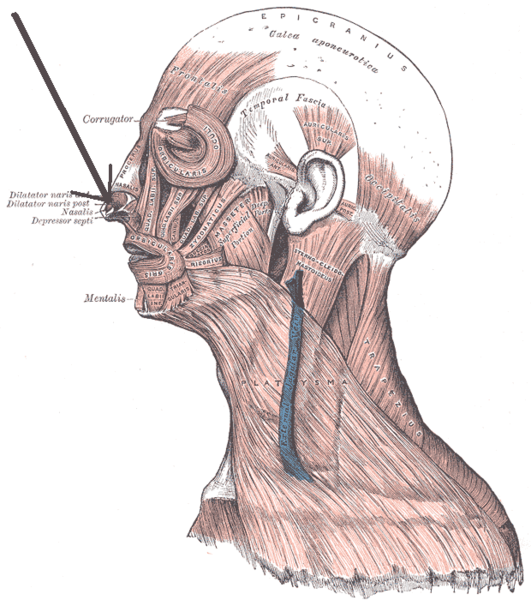
A fej izmai (a nyíl mutatja az apró izmot)

Az orrizom (latinul musculus nasalis) egy apró izom az ember orrán, lapos és három oldalú. A felső ajak négyszögű izma csaknem teljesen elfedi.

## Eredés, tapadás, elhelyezkedés
Két részből áll: alaris és a transversus.
- Alar: cartilago alaris majoron található.
- Transversus: a felső állcsont fogmedri (fossa incisiva) nevű részéről ered és a musculus pyramidalis nasi aponeurosis-án, valamint a porcos orrsövényen tapad. Az orrháton a két oldal orrizma egybeolvad.

## Funkció
Az orrcimpákat emeli és szűkíti, és az orr hegyét süllyeszti.

## Beidegzés
A rami buccales nervi facialis idegzi be.